# Mavzolej Samanidov
Mavzolej Samanidov je mavzolej v severozahodnem delu Buhare v Uzbekistanu, tik pred njegovim zgodovinskim središčem. Zgrajen je bil v 10. stoletju našega štetja kot počivališče močne in vplivne islamske rodbine Samanidov, ki je vladala Samanidskemu cesarstvu od približno 900 do 1000. Vseboval je tri grobove, od katerih je eden znan po tem, da je pripadal Nasrju II.
Mavzolej velja za enega ikoničnih primerov zgodnje islamske arhitekture in je znan kot najstarejša nagrobna stavba srednjeazijske arhitekture. Samanidi so v Bagdadu vzpostavili svojo dejansko neodvisnost od Abasidskega kalifata in vladali delom sodobnega Afganistana, Irana, Uzbekistana, Tadžikistana in Kazahstana. Je edini ohranjeni spomenik iz samanidskega obdobja, in ga je ameriški umetnostni zgodovinar Arthur Upham Pope označil za »enega najlepših v Perziji«.
Popolnoma simetričen, kompakten po velikosti, a monumentalen po svoji strukturi, mavzolej ni le združeval večkulturnih gradbenih in dekorativnih tradicij, kot so sogdijska, sasanidska, perzijska in celo klasična ter bizantinska arhitektura, temveč je vključeval tudi značilnosti, običajne za islamsko arhitekturo – krožno kupolo in mini kupole, koničaste loke, dovršene portale, stebre in zapletene geometrijske vzorce v zidanih zidovih. Na vsakem vogalu so graditelji mavzoleja uporabili trompe, arhitekturno rešitev problema podpiranja krožne kupole na kvadratu. Stavba je bila nekaj stoletij po izgradnji zakopana v mulj in je bila v 20. stoletju razkrita z arheološkimi izkopavanji, ki so jih izvedli pod ZSSR.

## Zgodovina
V 10. stoletju je bila Buhara, glavno mesto Samanidov, pomembno politično, trgovsko in kulturno središče, ki je bilo pokroviteljsko na področju znanosti, arhitekture, medicine, umetnosti in literature. Kulturno in gospodarsko blaginjo je spodbudila strateška lega Samanidov vzdolž trgovskih poti med Azijo, Bližnjim vzhodom, Rusijo in Evropo. Domneva se, da je bil mavzolej zgrajen, da bi poudaril dinastično moč družine Samani in povezal njeno zgodovino z njihovo novo ustanovljeno prestolnico.
Raziskovalci podajajo različne ocene o tem, kdaj je bil mavzolej zgrajen. Nekateri ga pripisujejo vladavini Ismaila Samanija (vladal 892–907 n. št.), ustanovitelja rodbine (rojen 849), nekateri pa omenjajo Ismailovega očeta Ahmada, ki je vladal Samarkandu. Drugi pripisujejo stavbo vladavini Ismailovega vnuka Nasrja II., ki je vladal 914–943 n. št. Razlog za to poznejšo pripisovanje je preklada z vgravirano kufskim pisavo in njegovim imenom, ki so jo našli na vzhodni strani stavbe med restavratorskimi deli v 1930-ih.
V 1930-ih so sovjetski raziskovalci odkrili kopijo vakufskega dokumenta iz 10. stoletja (kopiranega okoli leta 1568), ki je določal, da je Ismail Samani podaril zemljišče buharskega pokopališča Naukanda za, kot kaže, pogrebno stavbo za svojega očeta Ahmada, kar potrjuje prejšnje domneve o dinastični naravi spomenika. Pred Džingiskanovim obleganjem in plenjenjem Buhare leta 1220 naj bi bil mavzolej zaradi poplav in zemeljskih plazov zakopan v blatu in pesku, kjer je ostal stoletja. Ko so mongolske vojske dosegle Buharo, je bilo grobnici za razliko od večine drugih stavb tistega obdobja prihranjeno uničenje. Iz istih razlogov stavba ni bila svetu znana vse do začetka 20. stoletja, ko so jo arheologi ponovno odkrili.
Večje raziskave in izkopavanja so potekala v letih 1926–1928 s strani sovjetske ekipe arhitektov in raziskovalcev. V letih 1937–1939 je bil mavzolej dodatno preučen in pod vodstvom B. N. Zasipkina so potekala večja restavratorska dela. Odkrili so grobove treh moških trupel. Eden od njih je bil identificiran kot Nasr II. po napisu na prekladi; identiteta drugih dveh ni znana. V sovjetskem obdobju, nekaj časa po drugi svetovni vojni, so pokopališče, ki je obdajalo mavzolej, tlakovali, ob stavbi in okoli nje pa so zgradili zabaviščni park (ki še vedno deluje).
Znotraj mestnega obzidja in v neposredni bližini zgodovinskega središča Buhare so arhitekturni spomeniki, stari tisoč let, najstarejši med njimi je Samanidov mavzolej.
Postavitev spominskih mavzolejev je sprva kategorično nasprotovala nekaterim normam islama, vendar je bila ta prepoved prvič kršena z 'dovoljeno' gradnjo prvega muslimanskega mavzoleja Kubba as-Sulabiya nad grobnico arabskega kalifa al-Muntasirja (861-862), v katerem sta bila kasneje pokopana še dva kalifa: al-Mu'tazz (866-869) in al-Muhtadi (869-870), nakar se je začela postavitev mavzolejev v vseh islamiziranih državah Bližnjega in Srednjega vzhoda, ki so bile del Arabskega kalifata. Mavzolej Samanidov, dinastije transoksanskih vladarjev, ni bil izjema.
V srednjem veku so bili ta in drugi mavzoleji, ki se do danes niso ohranili, znotraj velike nekropole rodbine Samanidov. S padcem rodbine (999) se je območje nekropole postopoma zmanjševalo, mavzoleji so bili uničeni, v 16.. in 18. stoletju pa so na njenem ozemlju začeli graditi mestne stanovanjske soseske. V zgodnjem srednjem veku se je območje nekropole imenovalo Naukanda, kasneje Čahar-gumbazan (štiri kupole), v poznem srednjem veku pa Bahadur-biy, samanidski mavzolej pa je veljal za mazar Ismaila Samanija.
Mavzolej je leta 1924 prvič raziskala odprava Mojzesa Jakovleviča Ginzburga. Hkrati je bil izdelan načrt stavbe. Leta 1925 je znanstveni sekretar Buharske komisije za varstvo spomenikov antike in umetnosti Musa Saidjanov organiziral obnovo obloge kupole stavbe.. Med nadaljnjimi arheološkimi raziskavami - izkopavanji Vasilija Vjatkina, ki so bila izvedena v letih 1926-1928, je bilo ugotovljeno, da je bilo v nekropoli več pokopov, vključno z Ismailom Samanijem. Hkrati je bilo ugotovljeno, da stavba nekropole stoji na ruševinah še starejše, verjetno nekako povezane s solarnimi miti. V letih 1928-1930 sta P. S. Kasatkin in N. M. Bačinskij izvedla delno obnovo mavzoleja.

## Arhitektura
Spomenik označuje novo obdobje v razvoju perzijske in srednjeazijske arhitekture, ki je bila oživljena po arabski osvojitvi regije. Številne raziskave so ugotovile, da je struktura podobna odprtim, štiriločnim, pogosto kvadratnim zoroastrskim ognjenim templjem iz sasanidskega Irana, v perzijščini splošno znanim kot čahar tak (perzijsko چارطاق) – sklicevanje na Samanidovo trditev o sasanidskem poreklu. Oblika stavbe je kvadrasta, podobna strukturi Kabe v Veliki mošeji v Meki v Saudovi Arabiji, medtem ko težki trdnjavski vogalni oporniki izhajajo iz sogdijskih tradicij Srednje Azije. Sintetični slog grobnice odraža 9. in 10. stoletje – čas, ko je bilo v regiji še veliko prebivalstva zoroastrijcev v zgodnjih fazah spreobrnitve v islam. Dovršena dekoracija iz žgane opeke je edinstvena po svoji ravni podrobnosti in ritmičnih vzorcih ter združuje večkulturne dekorativne motive (sogdijske, sasanidske, perzijske, arabske, antične). Vendar pa so arhitekti stavbe šli dlje od preprostega prisvajanja obstoječih tradicij v stavbni strukturi in dekoraciji; Uvedli so nove značilnosti, simbolične za monumentalno dinastično arhitekturo. V svoji strukturi so neznani arhitekti mavzoleja uporabili trompe, ki vsebujejo štiri notranje loke in osmerokotno strukturo, ki je omogočila prerazporeditev teže krožne kupole po kvadratni osnovi, kar je alternativa pendantivom.
Na splošno je stavba zgrajena v obliki majhne, rahlo zožene kocke, katere vsaka stranica je dolga približno 9,4 m. Obstajajo štiri enako zasnovane fasade, ki se z naraščajočo višino rahlo spuščajo navznoter. Debelina sten približno 1,8 m pri vznožju stavbe je zagotavljala strukturno trdnost in preživetje skozi stoletja. Vsaka stran ima vhodni portal, okrašen s koničastimi loki. Številne raziskave ugotavljajo dobro preučene, skoraj matematične, proporce stavbe in njeno harmonično hierarhijo. Podnožje stavbe je težko, kar poudarja širši temelj; Štirje težki vgrajeni tričetrtinski vogalni stebri klasične zasnove prispevajo k njenemu videzu trdnjave. Vrh stavbe je osvetljen z elegantno arkadno galerijo, postavljeno pod vencem, ki ima veliko obokanih odprtin za zmanjšanje celotne teže in omogočanje svetlobe v notranjost stavbe (nasprotno pa večina struktur čahar tak ni imela oken). Velika polkrožna kupola s premerom približno 7 metrov krona strukturo in je podobna budističnim kupolam na tem območju. Štiri mini kupole, postavljene v vogalih strehe, so bolj dekorativne narave. Na splošno so graditelji mavzoleja dosegli elegantno hierarhijo padajočih proporcev in vertikalne perspektive z zmanjševanjem velikosti kupol (ena velika in štiri majhne), stebrov (postavljenih v vogalih, portalih in galeriji) in lokov (portali in galerija). Za islamsko arhitekturo na splošno je značilno prekrivanje in dvoumnost med strukturnimi in dekorativnimi elementi znotraj stavbe – opeke so struktura in dekor, oboje enako pomembno.
Gradbeniki so za konstrukcijske in dekorativne elemente stavbe uporabljali pečeno opeko različnih pravokotnih in kvadratnih velikosti. Velike opeke so tvorile velike pasove po celotni stavbi za konstrukcijsko stabilnost, manjše opeke pa so bile uporabljene za dekoracijo, običajno v blokih od dveh do petih opek. Pečena opeka je bila v regiji znan material, vendar tako obsežna in ustvarjalna uporaba velja za brez primere. Lokalni gradbeniki so večinoma uporabljali nepečeno opeko, štukature in les, saj so bili ti materiali cenejši, vendar niso bili tako močni kot pečena opeka. Mavzolej uporablja nekaj štukaturnih in lesenih elementov, vendar so ti minimalni glede na njihov relativni delež v gradbenem procesu. Med izkopavanji so odkrili nekaj omejevalnih spojin, med katerimi je alabaster. Zanimivo je, da je zaradi islamskih omejitev uporabe simbolike dekoracija samanidskega mavzoleja večinoma geometrijska v svoji postavitvi in vzorcih, v primerjavi s predislamskimi srednjeazijskimi gradbenimi tradicijami, ki so mešale arhitekturo, kiparstvo in slikarstvo. Raziskovalci so našli skupne elemente med dekorjem samanidskega mavzoleja in oblikovalskimi vzorci, izvedenimi v lesu iz Pendžikenta (mesto v provinci Sughd v Tadžikistanu) iz 8. stoletja.
Ponavljajoči se vzorci ustvarjajo premišljeno harmonijo in občutek neskončnosti, kar je pomembno za nagrobno strukturo. Med najrazličnejšimi vzorci, izdelanimi iz žgane opeke, so košarsko tkanje, šahovnica, ornament 'pasji zob' (na prečkah in glavni kupoli), obrobe rozet, cvetlični ornamenti, trakovi in biserni trakovi. Med zunanjim in notranjim dekorjem je opazna skladnost glede vzorcev, materialov in pristopa, kar pomeni, da je gradnjo najverjetneje izvedla ista oseba ali ekipa. Ponavljajoči se vzorec dekorja in splošna simetrija sta bila koristna med restavratorskimi deli v 1930-ih, saj so arheologi uporabili ohranjene elemente za obnovitev tistih, ki so bili izgubljeni. Pred začetkom restavratorskih del so bile opravljene skrbne študije vrste materialov, malte, vzorcev, debeline in oblik zgodovinskih plasti. Pred prenovo je bila večina škode locirana na ravni galerije. Nekje v 20. stoletju so bile v portale nameščene kovinske mreže, da bi omejile dostop do stavbe. Ni znano, ali so bili na originalnih portalih nameščene kakšne mreže.

## Pomen
Dejstvo, da verski zakon ortodoksnega sunitskega islama strogo prepoveduje gradnjo mavzolejev nad grobovi, poudarja pomen samanidskega mavzoleja, ki je najstarejši ohranjeni spomenik islamske arhitekture v Srednji Aziji in edini spomenik, ki se je ohranil iz obdobja samanidske rodbine. Samanidski mavzolej je morda eden najzgodnejših odmikov od te verske omejitve v zgodovini islamske arhitekture.
Stavba velja za enega najstarejših spomenikov v regiji Buhara. Samanidski mavzolej se pojavlja v skoraj vsaki raziskavi o islamski arhitekturi in je pomemben kot primer zgodnje islamske arhitekture v Srednji Aziji in po svetu. Njegovi neznani ustvarjalci so harmonično združili sklice na prejšnje regionalne tradicije in uporabili inovativne strukturne elemente, kot so štrleči robovi, pa tudi nove značilnosti za tisti čas, ki veljajo za običajne za islamsko arhitekturo po vsem svetu. Samanidski mavzolej se včasih imenuje »škatla z dragulji« zaradi svoje kompaktne velikosti in elegantnih, matematično izračunanih razmerij ter ritmičnih vzorcev njegove zapletene, brez primere okrašene z žganimi opekami.
Mavzolej pakistanskega ustanovitelja Muhameda Alija Džine – Mazar-e-Kuaida v Karačiju je zasnovan po vzoru samanidskega mavzoleja.

## Znaki in simboli na stenah mavzoleja
Uzbekistanski učenjak Š. S. Kamoliddin je predstavil prepričljive dokaze o budističnem izvoru tega projekta. Simboli na stenah mavzoleja Samanidov tvorijo kompleksno geometrijsko kompozicijo, ki jo sestavljajo vgrajeni kvadrati in osrednji krog, ki so posebna vrsta budistično-manihejske mandale in jih je mogoče šteti za simbole [[budizem|budizma]g. Menijo, da je celotna postavitev mavzoleja, gledano od zgoraj, natančna reprodukcija budistično-manihejske mandale.

## Ljudske zgodbe in legende
Po legendi je Ismail Samani, ki so ga prebivalci Buhare poznali kot Hazreti Sultan, še naprej vladal državi tudi po svoji smrti. Zdelo se je, da ljudje resnično verjamejo v to legendo, saj so še dolgo po njegovi smrti skozi odprtino na južni strani mavzoleja spuščali pisne prošnje v upanju, da bodo naslednji dan prejeli odgovor. Menda naj bi se odgovor pojavil na severni strani mavzoleja. Po drugi legendi se je Ismail Samani kasneje odpovedal svoji oblasti, potem ko sta ga dva obiskovalca poskušala pretentati v mavzoleju. Vendar pa je do začetka 20. stoletja obstajalo vraževerje, da bo prošnja uslišana, če napišeš prošnjo za usmiljenje in jo položiš k vznožju groba, in odgovor, če ga poda pravična oseba z iskreno vero, je mogoče prejeti v pisni obliki.